# Каролайн
Каролайн (англ. Caroline Atoll) — самый восточный атолл в архипелаге Лайн. Необитаем. Принадлежит Республике Кирибати. Другое название — Миллениум (или остров Тысячелетия).
Впервые замеченный европейцами в 1606 году, затем присоединённый к Британии в 1868 году и, наконец, ставший частью микронезийской республики Кирибати в 1979 году (год независимости британской колонии Острова Гилберта), атолл Каролайн считается одним из наименее потревоженных человеком островов, даже несмотря на разработки гуано, производство копры и небольшое поселение людей в XIX и XX веках. Это — родина одной из самых больших в мире популяций пальмового вора (вид крабов) и важное место гнездования морских птиц, прежде всего, тёмной крачки.
Мировую известность атолл получил в 2000 году, когда Каролайн, после смещения линии перемены даты в 1995 году, стал первой точкой на Земле (за пределами Антарктиды), встретившей наступление 1 января 2000 года.

## География и климат
Атолл Каролайн лежит в юго-восточной части архипелага Лайн, представляющего собой цепочку атоллов, простирающуюся на 1500 км. Атолл в форме полумесяца (3,76 км²) состоит из 39 моту, которые, в свою очередь, окружают узкую лагуну. Простираясь примерно на 9,7 км с севера на юг и на 2,3 км с востока на запад, островки атолла подымаются всего лишь на 6 м над уровнем океана. Они состоят из песчаных образований и известняковых отложений, окружённых общей прибрежной отмелью.

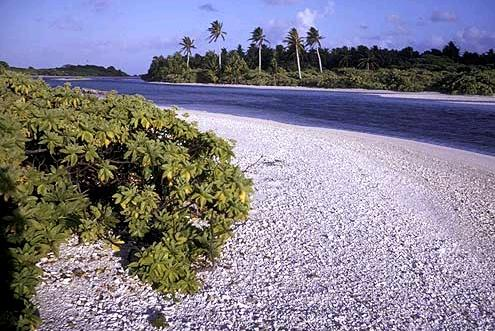
Большинство островков, образующих атолл Каролайн, разделено узкими проливами. На переднем плане: пляж из осколков кораллов и песка и заросли турнефорции на острове Лонг. Позади: леса пизонии и несколько кокосовых пальм на острове Нейк.

Три крупных моту образуют основную часть атолла Каролайн: остров Нейк (1,04 км²), остров Лонг (0,76 км²) и остров Южный (1,07 км²). Остальные маленькие островки, в основном получившие свои названия в 1988 году во время экологического исследования, проводимого Анжелой и Камероном Кеплерами, можно разделить на четыре основные группы: острова Южный Нейк, острова Центральный Лиуорд, острова Южный Лиуорд и острова Уиндуорд (см. карту. Архивировано 28 октября 2006 года.). В ходе столетнего наблюдения часть островов атолла Каролайн под воздействием штормов погружалась под воду, в то время как другие — появлялись, а береговая линия самых крупных островков претерпевала значительные изменения.
Лагуна в центре острова длиной 9 км и шириной 500 м является мелью глубиной 5-7 м. Расстояние от барьерного рифа до берега — около 500 м, хотя по некоторым источникам — более 1 км. На острове отсутствуют естественные гавани, бухты и глубокие проливы, через которые можно было бы попасть в лагуну. Вода, которая попадает в лагуну во время приливов через узкие проливы, всё время остаётся окруженной рифами. Высадка на острове в основном осуществляется в северо-западной части островка Южный.
На суше отсутствует постоянный источник пресной воды, хотя на островах Нейк и Южный под землёй присутствует водоносный слой. Поэтому на них были сооружены колодцы, чтобы обеспечивать питьевой водой временные поселения.
Почва острова Каролайн бедна и в основном состоит из осколков рифа и песка. Плодородные земли — только в центральной части острова, покрытой зарослями. В местах, где есть гуано, почва обогащена азотом. Но необходимо отметить, что даже в самой заросшей части острова почвенный слой составляет всего лишь несколько сантиметров.
Как и на большей части республики Кирибати, климат острова Каролайн тропический морской, поэтому жаркий и влажный. Среднегодовая температура на острове составляет +28—32 °C. Атолл лежит в зоне неустойчивых осадков, но ежегодно выпадает примерно 1500 мм дождя. Уровень прилива — 0,5 м. Ветер преимущественно дует с северо-востока, вследствие чего наветренная сторона атолла подвергается воздействию значительных волн со стороны океана.
Каролайн — один из самых отдалённых островов мира: до ближайшего острова Флинт 230 км, а до ближайшего поселения человека на острове Рождества — 1500 км, расстояние до столицы Республики Кирибати, Южной Таравы, — 4200 км, а до Северной Америки — 5100 км.

## Флора и фауна

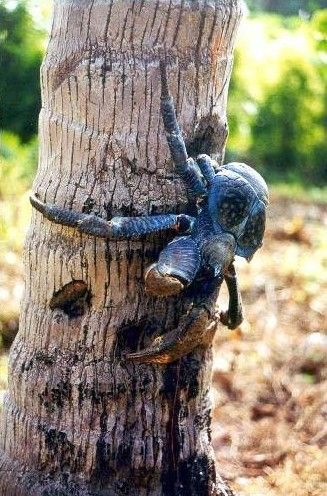
Несмотря на то, что многие считают пальмового вора вымирающим крабом, на атолле Каролайн живет очень большая популяция этого вида ракообразных

Несмотря на воздействие человека на остров на протяжении трёх столетий, атолл Каролайн считается одним из немногих сохранившихся, почти первозданных тропических островов и одним из наименее потревоженных человеком островов мира. Это послужило основанием для обозначения острова объектом всемирного наследия и биосферным заповедником. На протяжении второй половины XX века на острове проводилось несколько экологических исследований: в 1965 году участниками Тихоокеанской биологической программы исследования, в 1974 году экспедицией, исследовавшей острова Лайн, в 1988 и 1991 году — участниками программы ООН по защите окружающей среды.
Остров Каролайн покрыт густой растительностью. На большинстве моту атолла можно выделить три зоны растительности. Ближе к берегу остров покрыт травами — преимущественно гелиотропиумом аномальным (лат. Heliotropium anomalum); внутренний район островков покрыт турнефорцией серебристой (лат. Tournefortia argentea), а лесистая центральная часть — пизонией большой (лат. Pisonia grandis). На острове также растёт завезённая человеком кокосовая пальма — преимущественно на больших островках. Эта модель смены растительного покрова преимущественно применима к крупным островам атолла. На более мелких по размерам моту часто отсутствуют заросли в центральной части, а самые мелкие вообще покрыты только низкорослыми травами. Другие часто встречающиеся виды растений — суриана (лат. Suriana) и моринда (лат. Morinda citrifolia).
Остров Каролайн — место гнездования нескольких видов морских птиц, среди них — тёмная крачка (лат. Onychoprion fuscata), популяция которой составляет около 500 000 особей (эта птица в основном гнездится на восточных островках атолла), большой фрегат (лат. Fregata minor), популяция которого — около 10 000 особей. Каролайн, как и соседний остров Флинт, — место одной из самых больших в мире популяций пальмового вора (лат. Birgus latro). В центральной лагуне обитает тридакна и другие представители двустворчатых моллюсков. Помимо этого на острове можно встретить несколько видов ящериц, раков-отшельников.
Под угрозой вымирания на атолле Каролайн из-за браконьерства находится зелёная морская черепаха (лат. Chelonia mydas), откладывающая яйца на пляже острова. На острове можно также встретить Таитянского кроншнепа (лат. Numenius tahitiensis), прилетающего сюда из Аляски (популяции этой птицы тоже уязвимы).
На острове отмечено около 20 видов растений, которые были завезены человеком, например, ипомея. Появление на Каролайне кошек и собак привело к тому, что морские птицы перестали гнездиться на острове Моту-Ата-Ата.

## История

### Предыстория
Считается, что атолл Каролайн возник из «горячей вулканической точки», которая после эрозии стала приютом для кораллового рифа. Хотя этот геологический процесс представить очень трудно, можно предположить, что острова архипелага Лайн возникли более 40 млн лет назад (судя по направленности островов с севера на юг), прежде чем Тихоокеанская плита изменила направление своего движения. Предположительно так же возник архипелаг Туамоту.
На атолле Каролайн сохранились археологические свидетельства пребывания в прошлом на острове полинезийцев до появления на нём первых европейцев. Прежде всего, это захоронения людей и церемониальные площадки, мараэ, на острове Нейк. Тем не менее они до сих пор не изучены археологами.

### XVII—XIX века

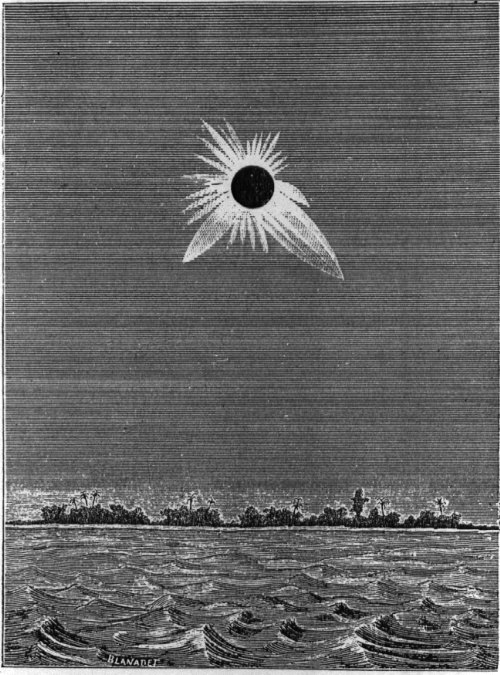
Рисунок солнечного затмения мая 1883 года на острове Каролайн, сделанный французской и американской экспедицией

Первым европейцем, увидевшим атолл Каролайн, считается Педро Фернандес Кирос, португальский мореплаватель, открывший этот остров 21 февраля 1606 года. В его документах атолл был назван остров Сан-Бернардо. Остров был повторно открыт 16 декабря 1795 года капитаном Уильямом Робертом Бротоном, командовавшим кораблём «Провиденс». Им атолл был назван остров Каролина (позже ставший Каролайн) в честь дочери сэра П. Стефенса из Адмиралтейства. В 1821 году остров был замечен английским китобойным судном «Супплай» и был назван в честь капитана корабля островом Торнтон. Среди других названий атолла встречаются остров Хёрст, остров Кларк и остров Независимости. В 1825 году мимо острова проплыл корабль ВМС США «Долфин», в 1835 году — китобойное судно.
В 1846 году фирма с острова Таити попыталась организовать на острове поселение, жители которого занимались бы производством копры, но попытка не окончилась успехом: слишком большими были финансовые расходы. В 1868 году остров посетил экипаж британского судна «Реиндир», который обнаружил на острове 27 жителей. Это поселение существовало вплоть до 1904 года, когда оставшиеся 6 полинезийцев были переселены на остров Ниуэ.
В 1872 году остров был сдан в аренду британским правительством компании, занимавшейся разработками гуано. Позже, в 1881 году, атолл Каролайн был арендован Джоном Т. Эранделом, в честь которого назван один из островков атолла. Добыча гуано на острове продолжалось с 1874 по 1895 год, в общей сложности было выработано 10 000 тонн фосфатов.
В 1883 году на остров из Перу направилось судно ВМС США «Хартфорд», на борту которого находились американские астрономы. Они собирались наблюдать с атолла Каролайн солнечное затмение, которое должно было произойти 6 мая 1883 года.(Описание затмения. Архивировано 5 марта 2016 года.). За затмением также следила французская экспедиция, а ВМС США за это время составил подробную карту Каролайна. Позже в честь острова Каролайн был назван астероид (235) Каролина, открытый членом этой экспедиции, Джоаном Палисой в 1883 годуи названный «в память о визите на остров».

### XX век
В 1916 году компанией «Эс-Эр Максуэлл энд Компани» было основано новое поселение, жители которого занимались производством копры. В результате были вырублены леса острова Южный, чтобы высадить там плантации кокосовой пальмы, которая ранее никогда не росла на Каролайне. Но производство копры стало вскоре нерентабельным, и численность населения острова резко снизилась. В 1926 году на острове было только 10 жителей, а в 1936 году поселение Каролайна состояло из двух таитянских семей, которые покинули остров в конце 1930-х годов.
В течение Второй мировой войны и после неё остров оставался необитаемым. Тем не менее, атолл Каролайн находился под юрисдикцией Великобритании и в административном отношении был частью Центральных и Южных островов Лайн. В январе 1972 года эти острова вошли в состав британской колонии Острова Гилберта и Эллис, которая в 1971 году стала автономной.
В 1979 году острова Гилберта стали независимым государством — Республикой Кирибати (в её состав вошел и остров Каролайн — самый восточный остров страны). Другие атоллы в архипелаге Лайн также являются территорией Кирибати и подчиняются Министерству островов Лайн и Феникс, штаб-квартира которого расположена на острове Рождества. На атолл Каролайн долгое время претендовали США, но после подписания «Договора о дружбе с республикой Кирибати», ратифицированного Сенатом в 1983 году, остров Каролайн стал неотъемлемой частью Кирибати.
С 1987 по 1991 года на острове жила семья Рона Фэлконера, его жена Анна и двое детей, которые создали на атолле поселение. В дальнейшем они были выселены правительством Кирибати.
В 1990-х годах остров был сдан в аренду Уриме Феликс, предпринимателю из Французской Полинезии. Здесь он создал свою ферму. Согласно договорённостям с правительством Кирибати Каролайн также посещали производители копры.

### Линия перемены даты

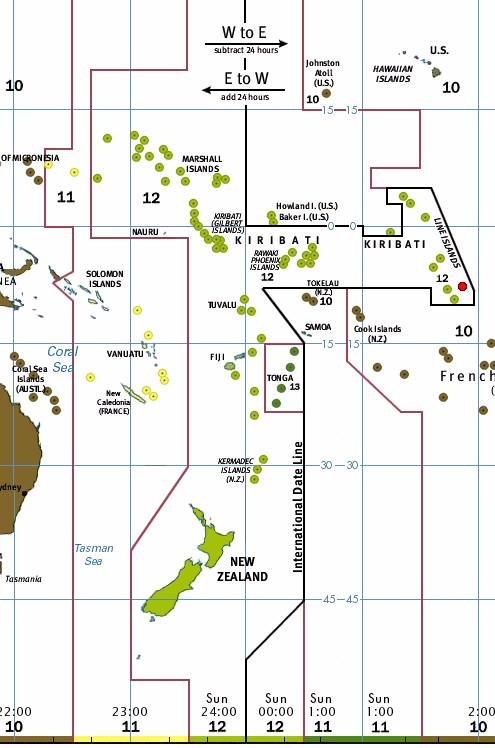
В связи со смещением линии перемены даты в 1995 году атолл Каролайн (красная точка на карте) стал самым восточным островом к западу от линии.

23 декабря 1994 года правительство Республики Кирибати объявило о намерении сменить часовой пояс островов Лайн 1 января 1995 года. В результате линия перемены даты была смещена на восток более чем на 1000 км, а все острова Кирибати, таким образом, стали находиться западнее линии. Поэтому теперь на атолле Каролайн столько же времени, сколько на Гавайских островах, правда с опережением на целый день. В результате смещения линии перемены даты атолл Каролайн стал самой восточной точкой двенадцатого часового пояса, который первым встречает новый день, к тому же, это делало остров первой точкой Земли (вне Антарктиды), которая должна была первой встретить восход солнца 1 января 2000 года — по местному времени в 5:43 утра.
Основной причиной, послужившей переносу линии даты, было то, что Кирибати была разделена на две временные зоны, когда в одной части, например, было 9 мая, а в другой уже 10 мая. К тому же, правительство Кирибати во главе с президентом республики Тебуроро Тито возлагало большие надежды на извлечение определённой выгоды для очень бедной микронезийской страны. Но это вызвало большой протест со стороны Тонга и новозеландских островов Чатем, которые утверждали, что они должны первыми встретить восход солнца в новом тысячелетии
В 1999 году для привлечения журналистов и общества остров был официально переименован в остров Миллениум (или остров Тысячелетия). Несмотря на то, что он был необитаем, здесь были проведены праздничные мероприятия, и остров посетил президент Кирибати Тито. В празднике участвовало около 70 национальных танцоров и певцов, которые прибыли сюда из Южной Таравы — столицы государства, и около 25 журналистов со всего мира. За этим празднеством следило около 1 миллиарда зрителей по телевидению (См. фотографии праздника. Архивировано 24 сентября 2017 года.).
Хотя фактическое наступление Нового года по времени в полночь произошло здесь, одновременно на всех атоллах архипелага Лайн, первым местом суши, встретившим восход солнца нового года был всё-таки не остров Каролайн, а небольшой кусочек земли на востоке Антарктиды (66°03′ ю ш. 135°53′ в. д.), где Миллениум наступил 35 минутами раньше.

### XXI век и будущее
Из-за того, что высочайшая точка острова находится на расстоянии 6 метров от уровня океана, существует реальная угроза его затопления в связи с глобальным потеплением и последующим повышением уровня моря. По оценкам Правительства Кирибати, это может произойти уже в 2025 году.